# Ryōji Arai
Ryôji Arai (Yamagata, 1956) es un ilustrador japonés. 

## Biografía y obra
Estudió arte en la Nippon University y ha ilustrado álbumes de varias clases: libros pequeños para bebés, libros ilustrados en la tradición del nonsense (humor absurdo y sinsentido burlón, por lo general bien intencionado y de riqueza formal), cuentos de hadas y poesía. En ocasiones escribe sus propios textos. Como tantos ilustradores, también trabaja en la publicidad, la prensa y la escenografía teatral.
Ha obtenido numerosos premios, tanto en Japón como internacionales. Entre estos últimos destacan el premio especial de la feria de Bolonia en 1999, por Nazo nazo no tabi ("Viaje de adivinanzas"), junto con Chihiro Ishizu; y el premio Memorial Astrid Lindgren en 2005. 